# Hylodesmum longipes
Hylodesmum longipes là một loài thực vật có hoa trong họ Đậu. Loài này được (Franch.) H. Ohashi & R.R. Mill mô tả khoa học đầu tiên năm 2000.